# Újlőrincfalva
Újlőrincfalva is een plaats (község) en gemeente in het Hongaarse comitaat Heves. Újlőrincfalva telt 315 inwoners (2002).